# Indicateur de développement durable
Pour les articles homonymes, voir Indicateur et Développement durable.
 (novembre 2013).
Un indicateur de développement durable est un outil de mesure qui permet d'évaluer les progrès en faveur du développement durable, c'est-à-dire sur les plans économique, environnemental et social (les trois piliers du développement durable). Aux termes du rapport Brundtland (1987), le développement durable est « un développement qui répond aux besoins du présent sans compromettre la capacité des générations futures à répondre aux leurs ». Autrement dit, il s'agit d'un développement à la fois économiquement efficace, écologiquement soutenable et socialement équitable,.
Les indicateurs de développement durable sont utilisés pour mesurer les progrès vers les objectifs de développement durable définis par les Nations unies,.

## Genèse
L’idée du développement durable apparaît à la fin des Trente Glorieuses et durant toute la décennie des années 1970, cette notion reviendra dans les débats plutôt sous des formes qui pourraient être qualifiées d’ébauches du développement durable. L'indicateur permettant d'observer l'économie des pays, le produit intérieur brut (PIB), montre alors ses limites. Différents indicateurs ont depuis été élaborés pour rendre compte non seulement de l'aspect économique mais aussi du bien-être des populations puis des effets de leurs actions sur leur environnement, sans qu'aucun ne prenne réellement la place du PIB dans l'esprit des spécialistes des médias ou du public.

## Historique
Le Club de Rome, constatant qu’il y a nécessité de traiter les questions du développement et de l’environnement comme un seul problème, et cela à l’échelle globale, publie en 1972 un rapport intitulé The limits to Growth (Halte à la croissance) qui accuse la croissance économique, la croissance démographique et l’exploitation des ressources énergétiques fossiles. Le rapport ne parle pas encore de développement durable mais évoque la notion de « croissance zéro ».
Au cours de la même année (1972) l’ONU organise le premier sommet de la Terre à Stockholm (Conférence des Nations unies sur l’environnement humain). Ce sommet permet la confrontation entre le développement et l’environnement, avec entre autres, la mise en évidence des problèmes liés à la pollution, mais provoque simultanément une scission entre les pays du Nord et ceux du Sud, entre ceux de l'Est et ceux de l’Ouest. De cette conférence naîtra le Programme des Nations unies pour l’environnement (PNUE) et sera lancée l’idée d’écodéveloppement, déclinée en trois dimensions : autonomie des décisions, prise en charge équitable des besoins et prudence écologique.
Le développement durable apparaît pour la première fois dans la « Stratégie mondiale de la conservation de la nature » publiée en 1980 par l’UICN (en collaboration avec le WWF et le PNUE). Cette expression sera par la suite reprise par d’autres instances internationales. Ainsi, en 1983, l’assemblée générale des Nations unies crée la Commission mondiale sur l’environnement et le développement (dite Commission Brundtland) qui publie en 1987 le rapport « Notre avenir à tous » et qui définit le développement durable comme «un type de développement qui répond aux besoins du présent sans compromettre la capacité des générations futures de répondre aux leurs ». Cette même commission souligne la nécessité de trouver des nouveaux moyens de mesurer et d'évaluer l'évolution du développement durable.

Les trois piliers du développement durable: viser simultanément le viable, le vivable et l'équitable

Le troisième sommet de la Terre (Rio de Janeiro, 2001) a accordé une place centrale au développement durable notamment en adoptant la Convention sur le changement climatique, la Convention sur la diversité biologique, documents-clés du développement durable, et en mettant en place l’agenda 21. Ce dernier est un instrument stratégique à l'application locale de mesures pour un développement plus durable. C'est à l'occasion de ce sommet de la Terre que les premières stratégies du développement durable sont élaborées et que les premiers indicateurs du développement durable voient le jour. Le thème du développement durable est désormais devenu celui des sommets de la Terre – qui ont lieu tous les dix ans – à l’occasion desquels des synthèses des travaux scientifiques permettent d'en redéfinir les objectifs sur le plan global.
En 1994, à la suite de la Conférence européenne des villes durables, la Charte d'Aalborg est élaborée. Elle permet de concrétiser l'application du développement durable au niveau local, via les Agendas 21. En 1997, la Conférence des Nations unies traite également de la concrétisation du développement durable, mais seulement au niveau national. La Suisse est un des premiers pays a présenté sa stratégie nationale.
En 2000 sont définis les objectifs du millénaire pour le développement (Millenium Development Goals en anglais) qui établissent une liste de 8 objectifs à atteindre avant 2015. Ces objectifs sont décrits de manière quantitative, afin d'être mesurable et de pouvoir évaluer leur évolution. Ce sont surtout des objectifs liés aux situations précaires des pays en voie de développement, mais ils comprennent également un volet environnement et développement durable.
En 2001, le Conseil de l'Union européenne prône une dématérialisation de l'économie dans sa stratégie en faveur du développement durable. Il insiste sur le rôle du politique, mais également sur celui des entreprises et des citoyens. La même année, les Nations unies publient leur rapport sur l'évaluation des écosystèmes pour le millénaire qui s'intéresse à l'importance des écosystèmes pour les sociétés humaines.
Un an après a lieu le sommet Rio+10 à Johannesbourg, sommet consacré pour la première fois, spécifiquement au développement durable. La communauté internationale adopte le Plan d'action de Johannesburg afin d'aider les différents acteurs (ONG, société civile, gouvernements et entreprises) et à mettre en place un cadre propice au développement durable, chacun à son échelle.
En 2005, le sommet mondial de l'ONU fait une première évaluation des résultats obtenus à la suite de la définition des objectifs du millénaire pour le développement. Peu satisfaisants, les résultats réussissent tout au moins à engendrer une clarification des priorités du développement durable. La même année, lors de la Déclaration de Paris sur l'efficacité de la coopération au développement, près de 100 États s'engagent à améliorer leur coopération au développement. Un des domaines-clés de cette déclaration est la requête aux pays de présenter des résultats mesurables. Toujours en 2005, l'ONU amorce ce qu'elle décide d'appeler la décennie des Nations unies pour l'éducation en vue du développement durable qui s'étendra jusqu'en 2014. Le pilotage de ce projet a été confié à l'UNESCO.
Après la crise économique de 2008, un point d'honneur est mis sur la croissance économique et le développement durable est relégué en second plan. Les conférences qui suivent ont des thèmes significatifs: en 2011, la Stratégie de l'OCDE pour la croissance verte voit le jour avec pour objectif l'accélération de la croissance avec une utilisation efficace des ressources. C'est au cours de cette même année que le PNUE élabore son Initiative pour une économie verte. L'accent est mis sur le potentiel des investissements privés à créer des emplois, diminuer la pauvreté et protéger l'environnement.
En 2012, le cinquième sommet de la Terre (Rio+20), qui se tient de nouveau à Rio de Janeiro (Brésil), insiste également sur la mise en place d'une économie verte dans le contexte du développement durable. Elle permet également de faire un bilan des programmes d'action précédents.

## Mesurer le développement durable

### Principes de Bellagio
En 1996, un groupe d'experts s'est réuni à Bellagio en Italie pour définir un ensemble de principes destinés à guider l'évaluation des progrès en faveur du développement durable, qui s'appelle principes de Bellagio.
BellagioSTAMP a remplacé en 2009 les principes originels définis en 1996.
Ces principes doivent guider l'élaboration de tout indicateur ou système d'indicateurs destinés à mesurer les progrès en matière de développement durable.

### Controverses autour de la mesure du développement durable
Le développement durable n’est pas une réalité, mais une idée contemporaine qui décrit un processus complexe, ce qui explique la difficulté de construire un système global d’indicateurs susceptible de le décrire de façon pertinente dans son ensemble et pour l’ensemble des secteurs (Berline et Lapierre, 2009). La mesure du développement durable est polémique, d'une part, du fait que le développement durable ne se traduit pas naturellement de manière quantitative, et, d'autre part, que sa définition n’est fixe ni dans le temps et ni dans l’espace. Il n’y a donc pas une définition de ce qu’est le développement durable, mais une pluralité de définitions. La manière de le définir est déterminée par la vision du monde et l’idéologie des acteurs, et la définition adoptée va déterminer tant la manière de mesurer son état que son évolution. Comme chaque définition peut se traduire dans une mesure spécifique, il n'est pas facile (ni souhaitable d'ailleurs) d‘obtenir une mesure unique et unifiée.
Bien que la définition du développement durable par la Commission Brundtland soit devenue la référence, la définition des indicateurs, elle, ne fait pas encore l’unanimité et est en constante mutation.
La mesure du développement durable est cependant déterminante dans la mesure où elle a un impact fort sur la définition même du développement durable. Cela rappelle le débat plus général sur le lien entre le monde et nos modèles, qui est très souvent illustré par les propos de l’économiste Walras (Dockès et Potier, 2005 : 4) qui soutient que le problème de la science économique n’est pas de s’approcher de la réalité, mais que la réalité se plie à nos modèles. Bien que ses propos puissent paraître exagérés, ils illustrent assez bien la tendance actuelle. En effet, on crée de plus en plus de modèles et d'indicateurs pour mieux comprendre le monde, mais ces modèles et mesures n'en sont qu'une représentation.
Les indicateurs pour le développement durable constituent un outil-clé du développement durable (Da Cunha et Ruegg, 2013). Ils offrent un moyen de mesurer et d'évaluer le développement durable, de se rendre compte des progrès accomplis et de ce qu'il reste à entreprendre, de rendre compte de ce progrès au niveau international et de permettre la comparaison, mais aussi et surtout d'alimenter le débat entre les acteurs sociaux et d'informer les citoyens et les autorités . Ils permettent également de faciliter l'éducation du public, en rendant le concept plus concret via l'utilisation de chiffres (Elliott, 2013: 308). Ces indicateurs sont indispensables, comme le souligne le gouvernement du Royaume-Uni lors de la publication de sa stratégie pour un développement durable : « afin de savoir si nous sommes en voie d'atteindre cet objectif, nous avons besoin de mesurer ce qui est en train de se passer et de suivre les progrès réalisés » (DETR, 1999:3 cité par Elliott, 2013: 304). La plupart des scientifiques sont d’avis qu’il faut une grille d’analyse pour orienter, bonifier ses lacunes ou caractériser l’avancement d’une démarche de développement durable (Claude Villeneuve et al., 2009).
La controverse autour des indicateurs du développement durable rappelle que la définition de ce dernier est du registre de l'idéologie et que la sélection d’indicateurs pour le mesurer reste un choix éminemment politique et conflictuel et ne peut relever d’un simple exercice technique délégué à des experts (Berline et Lapierre, 2009). Ces incertitudes autour de la définition et de la mesure du développement durable deviennent problématiques lorsqu’il s’agit de l’intégrer dans les politiques publiques.

#### Évolution des indicateurs dans le temps

Dates-clés de la controverse sur la mesure du développement durable

Les indicateurs du développement durable ont évolué en même temps que le concept qu'ils mesurent. La mesure du développement durable pose un réel défi que tente de relever une grande diversité d'acteurs, venant principalement du milieu académique, de la société civile et des organismes de développement. Participent ainsi au débat autant les institutions, les ONG, les organisations internationales que les universités, ce qui a conduit à une très grande diversité d’indicateurs. Il existe des tensions entre la vision experte des besoins d’indicateurs du développement durable et la vision militante des urgences d’une part (Gadrey, 2009).
Pendant plusieurs décennies, le produit intérieur brut (PIB) a servi comme outil unique de mesure de la santé économique des pays et partant des sociétés. Au moment où l’idée de développement durable émerge (fin des Trente Glorieuses), le PIB est resté l’indicateur de référence du progrès et par extension celui du développement. Il le restera jusqu’au début des années 1980, en dépit des critiques récurrentes depuis les années 1960. Des économistes et statisticiens proposaient de créer un indice qui tient compte des inégalités dans la répartition des revenus. Des propositions de prendre en compte le bien-être et la cohésion sociale émergent dans les années 1970. Au premier sommet de la Terre (conférence de Stockholm, 1972) et la création du PNUE en 1972 est associée la notion d’écodéveloppement qui se caractérise par la prise en charge équitable des besoins, la prudence écologique et l’autonomie des décisions. À la même période, le roi du Bhoutan, conscient de l'insuffisance d'un indicateur purement économique pour mesurer l'évolution des sociétés introduit au sein de son pays, la mesure du bonheur national brut.
Après que l’UICN, le WWF et le PNUE aient lancé la notion du développement durable (1980) et la reprise de cette notion par la Commission Brundtland (1987), l’élaboration et l’usage d’indicateurs du développement durable se sont étendus à des cercles d’acteurs de plus en plus grands et dans des champs très variés.
Les années 1980 ont été décisives dans l’évolution de la vision du développement durable. La Commission Brundtland a fortement critiqué le PIB et proposé le PIB vert tandis que le PNUD introduisait l’indice de développement humain (IDH), une notion sur laquelle plusieurs théories ont été développées notamment par le prix Nobel d’économie Amartya Sen. Cet indice a l’avantage de sortir du microcosme économique dans lequel s’inscrit le PIB pour inclure dans le calcul des variables sociales telle l’espérance de vie à la naissance, le niveau d’éducation et le niveau de vie.
Le troisième sommet de la Terre (Rio 1992) est revenu sur la notion du développement durable, lui consacrant l’article 40 de l’agenda 21. La commission sur le développement durable des Nations unies a régulièrement critiqué l’usage d’un indicateur unique qui, selon elle, présente un caractère réducteur et propose un tableau de bord d’indicateurs.
En 1995, la CNUCED (Conférence des Nations unies sur le commerce et le développement) développe une série d’indicateurs qui servent de base à plusieurs pays qui veulent mettre en place leurs propres indicateurs. Toujours au milieu des années 1990, plusieurs travaux ont été effectués afin de mettre en place des indicateurs à différentes échelles (locale, nationale et globale).
À la fin des années 1990, la publication du livre Notre empreinte écologique par Wekemel et Rees introduit la notion d’« empreinte écologique » que le WWF va diffuser abondamment notamment lors du quatrième sommet de la Terre (Johannesburg, 2002).

#### Objets et acteurs de la controverse

rôle des principaux acteurs du débat

Les acteurs qui prennent position dans la controverse sur la mesure du développement durable sont divers et défendent des intérêts particuliers. Il n'existe à ce jour pas d'accord international sur les dimensions officiels du développement durable ni sur la bonne manière de le mesurer. La référence reste la définition de la Commission Brundtland, mais il existe diverses interprétations et alternatives. Le développement durable peut se mesurer par des indicateurs isolés ou par un ensemble d’indicateurs. Certains auteurs remettent en question l’utilisation même d’indicateurs alors que d’autres, plus pragmatiques, sont convaincus de leur nécessité. La controverse autour de la mesure du développement durable est intimement liée à celle du progrès et du développement et s'inscrit d'ailleurs dans la continuité de ces derniers.
Simon Kuznets : crée le PIB en 1934. Cet indicateur devient rapidement le référent. L’économiste avertit que celui-ci ne pouvait servir à évaluer le bien-être d’une nation. Le roi du Bhoutan (1972) adopte le bonheur national brut. James Tobin et William Nordhaus montrent les absurdités du PIB dans leur livre Is Growth Obsolete? (1972). Ce sont les premiers à avoir osé critiquer cet indicateur, en proposant une mesure alternative du bien-être économique. Cette remise en question va se poursuivre mais l’usage du PIB reste encore aujourd’hui courant pour évaluer le bien-être, bien que ses insuffisances soient reconnues (typiquement, dans le rapport Attali 2010).
En préambule de la déclaration de Stockholm (Sommet de la Terre de 1972), les Nations unies soutenaient que les pays en voie de développement devaient orienter leur effort de développement en tenant compte de la nécessité de préserver et améliorer l’environnement. Maurice Strong, alors président de la Conférence, lance le terme d’écodéveloppement.
L’UICN, en 1980, en collaboration avec le WWF et le PNUE, introduit pour la première fois l’idée de « développement durable » dans le débat, son but étant de lancer une stratégie mondiale de la conservation de la nature.
L’ONU, en 1987, à travers sa Commission pour l’Environnement et le Développement (CMED connue également comme Commission Brundtland) reprend la notion de développement durable qu’elle définit. Dans l’introduction de son rapport, cette commission souligne que certains types de développement dégradent l’environnement et l’environnement dégradé peut constituer un frein au développement dans une dynamique de causalité circulaire. Cette commission propose comme alternatives au PIB, des PIB "verts" et des sets d'indicateurs pour chacun des trois piliers du développement durable.
Les travaux d’Amartya Sen et de Mahbub ul Haqi (1990) lancent l’indice du développement humain (IDH) qui est adopté par le Programme des Nations unies pour le développement (PNUD). Le PIB passe du statut d'indicateur à celui de composante. Mac Gillivray (1991) critique l'IDH car il est fortement corrélé au PIB (0.89).
Lors du sommet de la Terre de Rio en 1992, l’ONU recommande la mise en place des indicateurs du développement durable aux niveaux national et international. Durant les différents sommets de la Terre (1992, 2002, 2012), le besoin d’inclure une variable environnementale est maintes fois souligné. Dans sa thèse de doctorat, supervisé par le professeur William Rees, Mathis Wackernagel lance la notion d’empreinte écologique. Ils écrivent ensemble l'ouvrage Our Ecological Footprint: Reducing Human Impact on the Earth en 1995. On assiste ainsi à la progressive création et diffusion de ce nouvel indicateur. Le WWF (2002) et Redefining Progress sont les deux ONG qui ont été les plus influentes dans la popularisation de l'empreinte écologique.
Plusieurs organisations et un certain nombre de pays (comme la Suisse, le Japon, la Belgique) collaborent à la promotion de l’empreinte écologique comme indicateur du développement durable pour remplacer le PIB (Bouazzaoui, 2008). L’empreinte écologique est critiquée pour son caractère réducteur (Boisvert & Vivien, 2010).
La Commission du développement durable des Nations unies a mis en place et actualisé un tableau de bord d’indicateurs (1996, 2000, 2006), tandis que le Programme des Nations unies pour l’environnement (PNUE) lançait en 2008, l’initiative de la croissance verte, aussitôt reprise par l’OCDE qui lui associe 25 indicateurs (OECD, 2011).
Bien que discrète sur cette controverse, la société civile a tout de même joué un rôle important dans l'évolution de la controverse. C'est le cas du collectif québécois Parlement de la rue, formé d’associations de lutte contre l’exclusion, du mouvement syndical et du mouvement altermondialiste, qui, en 1999, propose le produit intérieur doux (PID) et des dépenses intérieures dures. Ces indicateurs alternatifs permettent de retranscrire l'investissement personnel. La popularisation de ces indicateurs alternatifs s’est faite par le citoyen et écrivain français Patrick Viveret, au moyen de son livre Reconsidérer la Richesse (2002).
Le Rapport Attali (2010) utilise le PIB pour la mesure du bien-être tout en le critiquant, et dans le même ordre d'idées, Joseph Stiglitz et la commission du même nom (2010) reconnaissent les faiblesses et limites de tout indicateur unique dans la mesure du bien-être.
Togtokh Chuluun propose en 2012 un verdissement de l'IDH. Face aux problèmes environnementaux croissants, l'UNDP reprend son idée et concrétise la création du Sustainable Human Development Index.
Le débat est encore plus animé dans les universités où les idées alimentent la controverse à travers différents travaux scientifiques et dans des champs disciplinaires très variés. Parmi les auteurs favorables à la mise en place d’indicateurs du développement durable, reconnaissent la nécessité des indicateurs est majoritairement reconnue (Fauchaux et al., 2009). Ils aident en effet grandement à clarifier les objectifs, à évaluer les orientations actuelles et futures, et à déterminer l’impact des programmes au sein des entreprises à condition qu’ils soient construits suivant une démarche négociée entre les parties prenantes. L’agenda 21 recommande également la mise en place des indicateurs du développement durable opérationnels aux niveaux national et international. Parmi les auteurs critiques sur la mesure du développement durable par des indicateurs, Boulanger et al. (2003), trouvent que les indicateurs présentent un manque chronique de vision permettant de rendre compte des interactions à divers niveaux. D’autres montrent l’inadaptation des indicateurs classiques tout en reconnaissant la nécessité d’en élaborer de nouveaux (Lapierre et Berline, 2009). Roche (2010) ne remet pas en question la mise en œuvre du développement durable et son évaluation à travers des indicateurs, mais reste sceptique quant à sa concrétisation, à cause du manque de pression sur le États.
La controverse autour de la mesure du développement durable s'est échauffée à la suite de la prise de conscience citoyenne des problèmes, créant ainsi des tensions entre la vision experte et la vision militante. La première appelle à une définition rapide d'indicateurs pertinents alors que la seconde lutte pour dénoncer les urgences et appelle à l'action. La différence entre une vision faible et une vision forte des indicateurs du développement durable s'explique par une différence d'idéologie (Gadrey, 2009).
Le PIB, souvent considéré comme le premier indicateur, est encore très couramment utilisé dans la mesure du développement durable (notamment dans le rapport Attali). Il a été cependant reçu de vives critiques de plusieurs auteurs, dont l'économiste indien Amartya Sen (1999) qui trouve que cet indicateur ne reflète en rien le bien-être individuel ou collectif. En fait, l’inventeur du PIB (l'économiste Simon Kuznets) reconnaissait ses limites et n'a jamais œuvré pour qu'il serve à évaluer le bien-être d’une nation. Il est désormais reconnu comme étant défaillant face à la problématique environnementale, surtout face à l'épuisement des ressources et à la dégradation environnementale (Faucheux et Noël, 1995).

### Le débat entre les acteurs porte sur différents points

Objets du débat

Au-delà des indicateurs et leur pertinence, la controverse s’étend sur d’autres aspects notamment le poids de chaque pilier, le poids des indicateurs dans les différents indices, la définition des indicateurs, leur nombre, le type de durabilité (faible ou forte) et la corrélation entre les indices.

#### Durabilité faible et forte
La durabilité est également un concept controversé. La question de la possible substitution entre les différents capitaux (artificiel, humain et naturel) oppose les tenants de la durabilité faible à ceux de la durabilité forte. La durabilité faible voit dans la notion d’équité entre générations, l’action de léguer un capital total au moins égal à celui qui a été reçu,. Ainsi, la proportion relative des capitaux n'est pas prise en compte, et il devient possible de compenser une perte du capital naturel par une augmentation du capital artificiel. L’exemple type est celui de l’épuisement des ressources en pétrole, qu’il est, selon la durabilité faible, possible de compenser en investissant dans des technologies moins gourmandes en pétrole. Une application de cette approche par les capitaux est l'épargne nette ajustée (ENA) proposée par la Banque Mondiale comme alternative au PIB. Cet indicateur reste exclusivement monétaire et rend les trois types de capitaux interchangeables.
La durabilité faible est critiquée pour différentes raisons parmi lesquelles la signification de la substituabilité. On ne substitue pas toujours du capital artificiel au capital naturel, mais souvent du capital naturel (par exemple du charbon) à un autre capital naturel (par exemple du pétrole). Le capital artificiel permet seulement d'extraire une proportion différente de capitaux naturels, et, dans l'absolu, ne va pas permettre d'éviter l'épuisement des ressources (Bourg, 2012, 5 novembre).
Par contre, la durabilité forte est une configuration centrée sur la reconnaissance de la finitude du capital naturel. Elle est prônée par la majorité des chercheurs en sciences dures (biologistes, géologues, ingénieurs) et plusieurs économistes tels que Daly, Cobb, Pearce et Atkinson à la suite de Georgescu-Roegen qui soutiennent qu'une société n'est durable que si le stock de capital naturel ne diminue pas. Cette durabilité reconnaît que certaines atteintes à l'environnement, irréversibles, ne sont pas compensables par le progrès technique et qu'il faut pour cela introduire des mesures visant à éviter ou minimiser ces atteintes.
La durabilité forte prône une politique plus interventionniste et souhaite réduire la production à ce que l'environnement est capable de supporter. Par analogie à la théorie des capabilitéq de Sen, Kestemont (2010) étend la soutenabilité forte au nécessaire maintient dans le temps de tout capital critique, c'est-à-dire tout facteur de production limité et irremplaçable.

#### Le nombre d'indicateurs
Ce nombre diffère selon les pays et les stratégies. Le rapport sur les objectifs du millénaire pour le développement (2001) a défini 58 indicateurs (UN, 2007 21) alors que la Commission des Nations unies pour le développement durable a proposé 134 en 1996 et plus que 96 en 2006. La stratégie française (2003-2008) propose douze indicateurs, la commission Stiglitz retient 15, alors que l’Institut français de l’environnement en propose 45. Le Conseil européen définit 116 indicateurs alors que la Suisse, à travers son système MONET (ISDD, 2011) passe de 130 en 2002 à 80 en 2009 (dont 12 nouveaux). Il existe également des indicateurs ne faisant pas partie de sets d'indicateurs. Le PIB, l'IDH, l'ISEW, le GPI qui sont tous des indicateurs utilisés individuellement.
Le nombre élevé d’indicateurs peut présenter certains inconvénients comme leur faible visibilité politique (Boulanger et al., 2003) de les rendre politiquement peu visibles. Le nombre et la variété d'indicateurs proposés et utilisés sont tels qu’ils peuvent dérouter les non initiés (Gadrey, 2009).

#### Agrégation des indicateurs
Les indicateurs sont utilisés comme critères individuels ou combinés sous la forme d’indice. Selon Hudry (2008), un indice unique est inadéquat pour caractériser la durabilité d’un système et estime qu’une combinaison d’indices est nécessaire. Kestemont (2010) considère que tout indice synthétique impliquant les opérations arythmétiques ou géométriques relève, de par sa forme mathématique, de la soutenabilité faible car une substitution est possible entre facteurs pour améliorer la performance. La Commission Stiglitz (2010) déconseille également le recours à un indicateur synthétique unique qui, pour elle, est incapable de rendre compte de la complexité de l’activité économique, la qualité de la vie et la durabilité du développement. Cette commission enrichit les indicateurs du développement durable en y ajoutant des critères relatifs à la qualité de la vie.
Le rapport Attali (2010) utilise le PIB – qui est un indice synthétique – tout en reconnaissant ses limites/insuffisances. Il est (le PIB) trop partiel pour pouvoir rendre compte de la réalité du monde. L’un des gros défauts du PIB n’est pas seulement de ne pas prendre en compte les aspects sociaux, c’est aussi qu’il augmente en cas de catastrophe, par exemple en cas de pollution massive qui, généralement s’accompagne d’un surcroît d’activité (Baneth, 1998).

#### Poids des piliers et des indicateurs
Il est extrêmement difficile de trouver un équilibre entre les trois piliers du développement durable (Ayong et al., 2004). Certains auteurs (tel qu'Antoine Serge) trouvent que les trois piliers classiques ne suffisent pas pour caractériser le développement durable et que la culture devrait en constituer le quatrième. Les experts ne s’accordent pas non plus sur la pondération à donner à aux composantes des indices synthétiques. Le calcul d'indices comme l'IDH a d'ailleurs été ajusté, au regard des critiques qui lui avaient été adressées. La faiblesse théorique intrinsèque des indicateurs synthétiques est évidente dans la mesure où il est difficile de justifier rationnellement les pondérations utilisées (Perret, 2002: 27). Celles-ci sont inévitablement normatives et il existe potentiellement autant d'indice synthétique que d'auteurs ou de visions du monde. La (trop grande) simplicité de l'IDH a d'ailleurs été vivement critiquée dès sa création.

#### Corrélation entre les indicateurs
Cherchye et Kuosmanen (2002) ont comparé sept indices et font les constats suivants :
- Il existe une forte corrélation négative entre l’empreinte écologique et les trois indices du développement humain
- Les indices socio-économiques sont corrélés positivement entre eux, et les indices environnementaux également (à l'exception de l’EWI et l’EFI qui sont, eux, corrélés négativement).

### En Suisse et en France
La Suisse se réfère à la définition du développement durable telle qu’elle est donnée par la Commission Brundtland. Le développement durable est un but constitutionnel consacré à article 2 de la Constitution fédérale et l’article 73 demande à la Confédération et aux cantons d’œuvrer à l’établissement d’un équilibre entre la nature (en particulier son renouvellement et son utilisation par l’humain). Ces prescriptions sont mises en œuvre par le Conseil fédéral sous forme de stratégie pour le développement durable (1997, 2002, 2008, 2012).
Différents sets d'indicateurs coexistent, mais le système d’indicateurs Monet créé par l’OFS, l’ARE, l’OFEV et la DDC, fait autorité. Ce système est élaboré de sorte qu’il puisse servir aux niveaux global, national et local. Il est fondé sur trois objectifs généraux, à savoir :
- Solidarité sociale
- Efficacité économique
- Responsabilité écologique.

Au départ, en 2002, ces objectifs étaient déclinés en vingt-six thématiques, elles-mêmes déclinées en cent trente indicateurs. Par souci de clarté, en 2009, le nombre d’indicateurs est ramené à quatre-vingts (dont douze nouveaux) répartis alors en douze thématiques. Cette révision visait la facilité dans la comparaison avec le système d’indicateurs du développement durable de l’UE, parmi lesquels la Suisse a retenu 16 indicateurs-clés offrant ainsi un aperçu plus condensé et une série de douze indicateurs spécifiques permettant la mesure d’interaction entre la Suisse et les autres pays.
La stratégie du développement durable est appliquée et monitorée de manière spécifique selon l'échelle. Il existe en effet un système de mesure adapté au niveau cantonal et au niveau des villes qui comprend une trentaine d'indicateurs. Dans le rapport officiel, la Suisse admet qu'avec une empreinte écologique encore trois fois trop élevée, elle ne représente pas, à ce jour, un pays durable.
Ce système de monitoring du développement durable a cependant fait ses preuves et a été la base du système d'autres pays. La Nouvelle-Zélande, par exemple, a adapté son système de mesure du développement durable au système Monet, basé sur les mêmes trois grands objectifs. Ces objectifs sont déclinés en grands principes qui sont chacun traduits par plusieurs indicateurs. Ceux-ci peuvent être de quatre types selon ce qu'ils quantifient: les stocks, les flux, le niveau et la structure. Le système néo-zélandais comprend 85 indicateurs donc 16 indicateurs-clé.
La France a mis en place un Commissariat général au développement durable (CGDD). Ce commissariat reconnaît que tant la batterie d’indicateurs très étoffés que l’indicateur composite, de même que le tableau de bord ramassé de quelques données clefs, chacune des méthodes peut avoir un rôle dans le débat démocratique. Selon lui, la communication à l’endroit du grand public passe par une sélection d’indicateurs susceptibles de frapper les esprits, de donner un signal fort aux acteurs du développement durable au premier rang desquels les ménages qu’il faut convaincre et inciter à changer de comportement (CGDD, 2010, p. 6).

## Nouveaux indicateurs
Après la définition officielle du développement durable, suivie quelques années plus tard par un appel à l'appliquer, via les conventions internationales et les différents sommets et conférences, les États signataires se sont vus contraints de mettre en œuvre des plans d'actions aux différentes échelles. Les milieux académiques et citoyens se sont ainsi peu à peu appropriés les valeurs du développement durable et ont émis des critiques qui ont permis de faire évoluer la manière de le mesurer. Il existe une série d'indicateurs dits alternatifs, dont certains sont de plus en plus utilisés. La définition de nouveaux indicateurs n'induit pas forcément de changement de paradigme (Brunel, 2012), mais la création d'indicateurs repose sur des valeurs particulières sur lesquels il est important de s'accorder « avant de se lancer dans la jungle méthodologique » (Schronen et Urbé, 2008).
Cadrey souligne que les indicateurs, officiels (comme le PIB) ou alternatifs, sont basés sur des conventions discutables, « mais que ce n’est pas une raison pour les ignorer, [car] on ne peut pas se passer de conventions discutables dès lors qu’il est question d’environnement, de qualité de vie et progrès social et donc de système de valeurs » (Cadrey, 2009: 9).

### Indice de développement durable humain

Cartographie des résultats 2011 de l'indicateur de développement durable humain

À la suite des différentes critiques faites à l'IDH, dont celle de ne pas prendre en compte l'environnement dans un contexte de problèmes environnementaux globaux croissants, un indice synthétique alternatif a été construit: l'Indice de développement durable humain ou IDDH (Human Sustainable Development Index en anglais) développé par Jason Hickel. Contrairement à l'IDH, il prend l'environnement en compte et permet une classification plus pertinente de la performance des pays.
Certains pays sont classés de manière très différente, ce qui montre l'importance de prendre en compte la gestion de l'environnement. En passant de l'IDH à l'IDDH, les États-Unis arrivent non plus en 4e place mais en 24e place. Ce nouvel indicateur permet, au contraire, à la Suisse de gagner 9 places, en passant de la 13e à la 4e place du classement. Certains pays, à l'instar de la Norvège qui est très performante, économiquement, socialement et environnementalement parlant arrive première à deux reprises.

### Bonheur national brut
Le bonheur national brut fut développé par le Bhoutan au début des années 1970 comme alternative au PIB. Le roi du Bhoutan, Jigme Singye Wangchuck a fait siennes les critiques relatives aux insuffisances du PIB à rendre compte du vécu des populations, et a réagi d’une façon radicale en proposant le BNB en 1972 avec le slogan : « Gross National Happiness is more important than Gross National Product ».
Le BNB est un indice qui se veut holistique et qui inclut les critères du PIB et de l’IDH, se basant sur des critères d’ordre économique, culturel et spirituel, écologique et politique.
Même si cet indice n’a pas suscité autant d'engouements que le PIB et l’IDH, il a eu le mérite de stimuler la réflexion d’acteurs-clés (pays et organismes), et d'accroître leur sensibilité à l'importance de la qualité de vie. Ainsi, la Commission Stiglitz (France), sur demande du Président Sarkozy, a rendu un rapport reprenant les critères du BNB. L’OCDE a développé l’indicateur du vivre mieux et a établi un classement de ses pays membres selon le Bonheur Intérieur Brut, qui correspond à une variante du BNB. Le PNUD, également, prépare une nouvelle manière de mesurer le bien-être en lieu et place du PIB et la Grande-Bretagne y travaille déjà.

### Happy Planet Index
L’indice Happy Planet Index est une mesure du bien-être soutenable, autrement dit, une mesure de l’efficacité à produire des vies heureuses et saines. Selon son créateur, Nic Marks, il permet de « souligner la tension entre créer des vies de qualité maintenant et créer des vies de qualité dans le futur ». L’HPI classe actuellement (2012) 151 pays en agrégeant trois indicateurs : l’espérance de vie, l’empreinte écologique et le degré de bonheur des populations (traduction approximative de l’anglais experienced well-being). Il s’obtient en calculant la qualité de vie des pays et la quantité de ressources que cela représente, soit :
Il a été proposé par la New Economics Fondation (en) et est désormais soutenu par de nombreuses personnes et organisations, dont Friends of the Earth, Soil Association, Compass, 10 :10, University of Cambridge, Action for Hapiness, La Fabrique Spinoza, National Union of students (NUS), Progressio, Stakeholder Forum, Practical Action, IIED, World Development Movement, People and Planet, Green Economy Coalition, the Green New Deal Group, OneHundredMonths, Teri Europe, New Economics Forum Budapest, Seri, One World, Wastewatch, MedAct, et The Gaia Foundation, BirdLife International.
Comme le souligne Bill McKibben, un des fervents supporters de cet indicateur alternatif, « Nous faisons attention à ce que nous mesurons. Notre focalisation sur le PIB nous a mis dans des problèmes environnementaux, et a commencé à montrer des retours insuffisants, même quant à la satisfaction retirée de nos tas d’affaires – donc, il serait peut-être temps de se regarder ailleurs. Le HPI est un point de départ naturel ».
Giles Fraser affirme son attachement à cet indicateur, en disant qu’il offre « une nouvelle mesure du succès des économies : leur capacité à produire des vies heureuses et saines, tout en restant en deçà des limites intrinsèques [de notre planète] », contrairement au PIB qui, lui, n’arrive pas à faire transparaître ces capacités.
Cet indicateur est particulièrement intéressant car il permet d’obtenir un classement radicalement différent de celui du PIB ou de l’IDH. En effet, les mieux classés étaient en 2006, le Vanuatu, suivi la Colombie et du Costa Rica. En 2009, ce sont le Costa Rica, la République dominicaine et la Jamaïque qui se démarquent et en 2012, c’est à nouveau le Costa Rica, suivi du Viêt Nam et de la Colombie. La Costa Rica est systémiquement bien classé alors qu’il arrive 84e quant au PIB (2011) et 55e selon l’IDH (2009). La Norvège, au contraire, passe de la première place (selon l’IDH 2012) à la 29e (selon le HPI 2012).

### Produit intérieur doux
Cette mesure alternative fut proposée en 1999 au Québec, au moment où le système législatif s'est mobilisé afin de promouvoir un Québec sans pauvreté. La Loi visant à lutter contre la pauvreté fut acceptée à l'unanimité peu après (en 2002). Les résultats relativement bons quant au PIB contrastait alors avec la réalité observée : plus de 10 % de la population ne pouvait couvrir ses besoins de base. Il y eut alors une volonté de trouver une alternative au PIB, afin de rendre compte de manière plus pertinente de la richesse d’une société. Le PID est, en fait, à la base, moins un indicateur économique qu’une invitation à repenser notre économie et la manière de représenter sa performance.
La Québécoise Vivian Labrie a fait office de porte-parole dans ce débat (entre autres à l'occasion du Manifeste pour un Québec solidaire) et se plaît à appuyer sur l'importance de reconsidérer « l'équilibre entre le doux et le dur » et de viser simultanément une société « plus riche pour tout le monde, et de tout son monde ».
Les adeptes du PID soutiennent que le PIB ne rend pas compte de toute la richesse : en effet, la richesse dite antérieure ou intérieure, qui comprend autant les ressources, les savoir-faire, les mémoires que les idées, n’est pas du tout représentée. Ce type de richesse est produit par des personnes, mais sans passer par une monétarisation et donc n'est pas comptabilisée. Elle englobe des activités et actions très diverses, telles que le travail des femmes et des artistes, les repas qu’on cuisine chez soi, l’écoute des proches, l’entretien de sa maison, les services qu’on rend à son entourage, l’action militante.
L’idée fait son chemin et a été reprise par le Français Patrick Viveret dans son ouvrage Reconsidérer la richesse, dans lequel il critique le PIB comme un indicateur qui ne fait pas la différence entre construction et destruction, avec l’exemple du naufrage d’un pétrolier, qui fait globalement augmenter le PIB. Après avoir gagné en notoriété, il est ensuite revenu au Québec.
Labrie (2012) souligne que « penser autrement, c’est agir autrement ». Elle soutient que de penser à travers le PIB est insuffisant, surtout en matière de justice sociale, du fait qu'il est insensible aux inégalités présentes à l'intérieur d'une société. Il faut, pour cela, arrêter de penser le PIB comme la seule manière d’aborder la richesse alors qu'il n'est qu'une manière très particulière de l’aborder…
Labrie termine son discours en soulevant des questions du sens de nos actions : « La meilleure qualité de vie... de qui ? Les efforts et les ressources de qui ? Pour la croissance du revenu et du niveau de vie de qui ? ». Elle conclut en soulignant que l’argent reste un moyen, et ne devrait pas être considéré comme une fin en soi, car ce qu'il faut développer, ce n'est pas de l'argent mais du bien-vivre ensemble.

### Indice de richesse inclusive
L'indice de richesse inclusive (en anglais, Inclusive Wealth Index, IWI) a vocation à être un indicateur de développement durable. Il rend compte de la croissance économique d'un pays, en prenant en compte le montant des destructions du capital humain et du capital naturel dans cette croissance. Cet indicateur vise à se substituer au PIB. Il a été présenté lors de la Conférence des Nations unies sur le développement durable (dite « Rio +20 ») en juin 2012. Il fait l'objet d'approfondissements par l'ONU jusqu'en décembre 2014, date de la publication de l'Inclusive Wealth Report.
Cependant, Géraldine Thiry et Philippe Romansi notent que si l'IWI revêt les qualités méthodologiques d'un bon indicateur statistique, il satisfait en revanche plus difficilement aux principes que devrait respecter un bon outil d'évaluation de la soutenabilité. Selon eux, le passage de l'IWI au crible des principes de Bellagio révèle soit que l'indicateur ne satisfait pas aux critères, soit qu'il y satisfait en apparence, et derrière une séduisante construction se trouve un ensemble de présupposés très problématiques.

## Résumé des indicateurs et acteurs en images

Indicateurs principaux du développement durable (DD)